# Otto Bartsch (Leichtathlet)
Otto Bartsch (russisch Отто Барч, engl. Transkription Otto Barch; * 20. Dezember 1943 in Bischkek) ist ein ehemaliger kirgisischer Geher, der für die Sowjetunion startete.
1968 wurde er bei den Olympischen Spielen 1968 in Mexiko-Stadt Sechster im 20-km-Gehen. Bei den Europameisterschaften wurde er 1969 in Athen und 1971 in Helsinki jeweils Vierter im 50-km-Gehen.
Bei den Olympischen Spielen 1972 in München kam er im 50-km-Gehen erneut auf den vierten Platz. 1974 gewann er bei den Europameisterschaften in Rom Silber im 50 km Gehen.
1976 kam er bei den Olympischen Spielen in Montreal im 20-km-Gehen auf den 13. Platz, und 1978 wurde er bei den Europameisterschaften in Prag Vierter im 50-km-Gehen.
1975 wurde er Sowjetischer Meister im 20-km-Gehen und 1973 sowie 1978 im 50-km-Gehen.

## Persönliche Bestzeiten
- 20 km Gehen: 1:31:13 h, 23. Juli 1976, Montreal (kirgisischer Rekord)
- 50 km Gehen: 3:57:24 h, 2. September 1978, Prag (kirgisischer Rekord)